# Registre du patrimoine culturel du Québec
Le Registre du patrimoine culturel du Québec est un document papier conservé au ministère de la Culture et des Communications. Il est sous la responsabilité du registraire du patrimoine culturel du Québec.
Le Registre comprend les éléments patrimoniaux qui bénéficient d'un statut juridique en vertu de la Loi sur le patrimoine culturel. Les éléments inscrits au Registre et les informations publiques qui les concernent sont diffusés dans le Répertoire du patrimoine culturel du Québec, plate-forme de diffusion du ministère de la Culture et des Communications des éléments patrimoniaux québécois. Il comprend aussi d'autres gestes légaux, comme la délimitation d'aires de protection et les aliénations.